# Emmelina monodactyla
Emmelina monodactyla là một loài bướm đêm thuộc họ Pterophoroidea. Loài này có ở châu Âu, Nhật Bản, trung châu Á, Bắc Phi và Bắc Mỹ.
Sải cánh dài 18–27 mm. Con trưởng thành bay gần như quanh năm.
Ấu trùng ăn chủ yếu các loài Convolvulaceae, bao gồm Atriplex (bao gồm Atriplex patula), Chenopodium (bao gồm Chenopodium album), Calystegia sepium, Calystegia spithamaea, Calystegia sodanella, Cynara cardunculus, Convolvulus arvensis, Convolvulus cantabrica, Convolvulus floridus, Convolvulus prostrates, Convolvulus tricolor, Ipomoea batatas, Ipomoea eriocarpa và Ipomoea purpurea, nhưng cũng ăn Datura stramonium và Hyoscyamus niger thuộc họ Solanaceae.

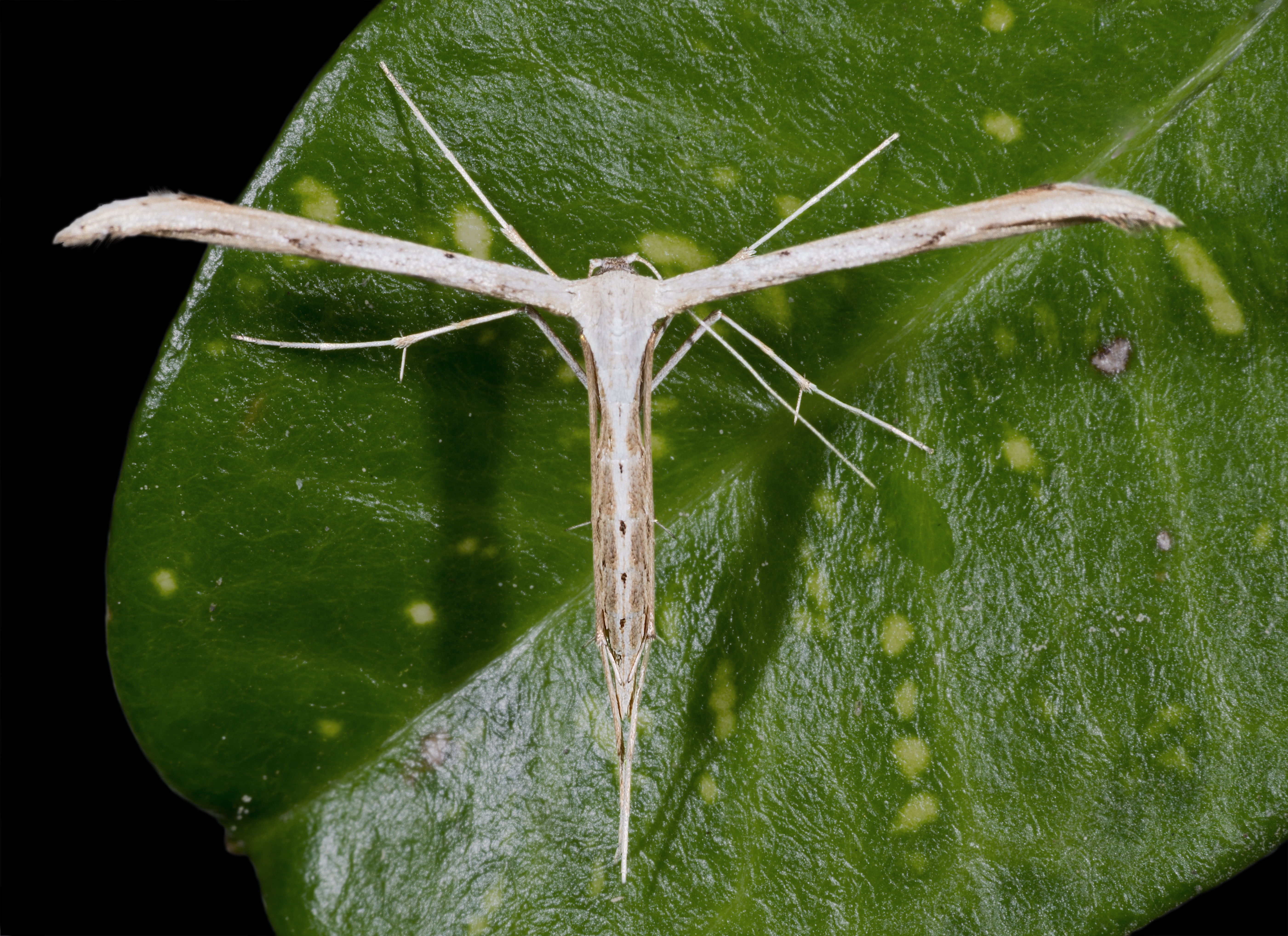
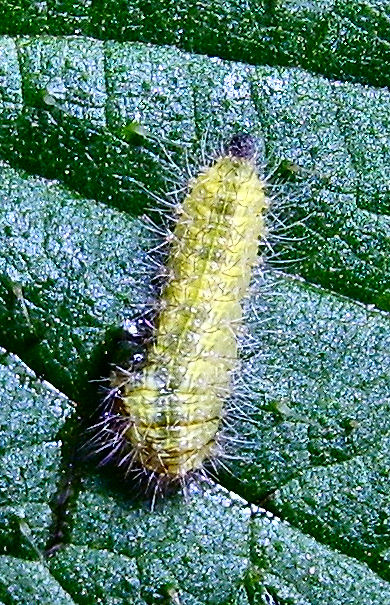